# Osvaldo Castellan
Innocente „Osvaldo“ Castellan (* 21. Januar 1951 in Padua; † 23. Oktober 2008 ebenda) war ein italienischer Radrennfahrer.

## Sportliche Laufbahn
Castellan war Straßenradsportler und auch im Bahnradsport aktiv. Er war Teilnehmer der Olympischen Sommerspiele 1972 in München. Im Mannschaftszeitfahren kam der italienische Vierer mit Osvaldo Castellan, Pasqualino Moretti, Francesco Moser und Giovanni Tonoli auf den 9. Platz.
Er gewann 1972 den italienischen Titel in der Mannschaftsverfolgung.